# Хамди Дема
Хамди Дема (на албански: Hamdi Dema) е албански революционер, по-късно югославски партизанин.

## Биография
Роден е в албанското дебърско село Хомеш. Между 1941 и 1943 година е в служба на италианските военни сили. През 1942 година става капитан на албанската милиция в Кичево и формира Национален албански комитет, който от 29 юни 1943 година започва да си сътрудничи с НОВМ. От юли 1943 се включва заедно с част от подчинените си към партизаните. На 13 юли 1943 година е назначен за командир на Първа оперативна зона на НОВ и ПОМ. През септември същата година става член Главния щаб на НОВ и ПОМ. На 7 юли 1944 година е избран за пратеник от Дебър на Първото заседание АСНОМ. След Втората световна война е арестуван по подозрение в контраразузнавателна дейност, съден и убит при опит за бягство.